# 地底戦空バゾルダー
『地底戦空バゾルダー』は、ソフエルから発売されたファミリーコンピュータ用アクションシューティングゲーム。北米では『Wurm: Journey to the Center of the Earth』のタイトルで発売された。
戦車を操作していくゲームだが、生身の主人公を操作して進んでいくステージも存在する。生身のステージのみ、ジャンプや方向キー上によるキックができる。ボス戦のみシューティングで進んでいく。

## 登場人物
モービィ
主人公の少女。バゾルダー5号機のキャプテンである。4号機とともに行方不明となった、バゾルダー開発プロジェクトの責任者"バンダ博士"の一人娘でもある。
ジギイ
モービィの恋人。ノンマルター帝国に他の仲間と共に捕らえられ、ラボで脳を抜き取られ、モンスターにされてしまう。

## スタッフ
- プロデューサー：石川佳幸
- 企画：風間浩、吉川昇一
- ゲーム・デザイン、シナリオ：倉本奈緒
- キャラクター・デザイン：有賀正祐
- タイトル・ロゴ、キャラクター・デザイン：吉川昇一
- 3Dエネミー・デザイン：サイクロンシステムスタッフ
- オブジェクト・デザイン：吉川昇一、鈴木多恵子、阿部かよ
- 背景デザイン：鈴木多恵子、有賀正祐、中村鉄嗣、吉川昇一
- グラフィック・ディレクター：倉本奈緒
- メイン・プログラマー：田辺
- プログラマー：水谷英治、永倉正明
- サウンド・デザイン：安藤童太
- テスティング：風間浩

## 評価
ゲーム誌『ファミコン通信』の「クロスレビュー」では合計18点（満40点）、『ファミリーコンピュータMagazine』の読者投票による「ゲーム通信簿」での評価は以下の通り18.5点（満30点）となっている。
| 項目 | キャラクタ | 音楽 | お買得度 | 操作性 | 熱中度 | オリジナリティ | 総合 |
| 得点 | 3.0        | 3.1  | 3.0      | 3.2    | 3.1    | 3.1            | 18.5 |